# 阿尔克河畔图维尔
阿尔克河畔图维尔（法語：Tourville-sur-Arques，法語發音：[tuʁvil syʁ aʁk]）是法国北部诺曼底大区滨海塞纳省的一个市镇，属于迪耶普区。阿尔克河畔图维尔是法国著名作家居伊·德·莫泊桑的出生地。

## 地理
阿尔克河畔图维尔（49°51'30"N, 1°6'5"E）面积5.9 平方千米，位于法国诺曼底大区滨海塞纳省，该省份为法国北部沿海省份，其西部及北部濒大西洋英吉利海峡，东起顺时针与索姆省、瓦兹省、厄尔省和卡爾瓦多斯省接壤。
与阿尔克河畔图维尔接壤的市镇（或旧市镇、城区）包括：锡河畔安娜维尔、阿尔克拉巴塔耶、奥夫朗维尔、锡河畔圣欧班、索克维尔。
阿尔克河畔图维尔的时区为UTC+01:00、UTC+02:00（夏令时）。

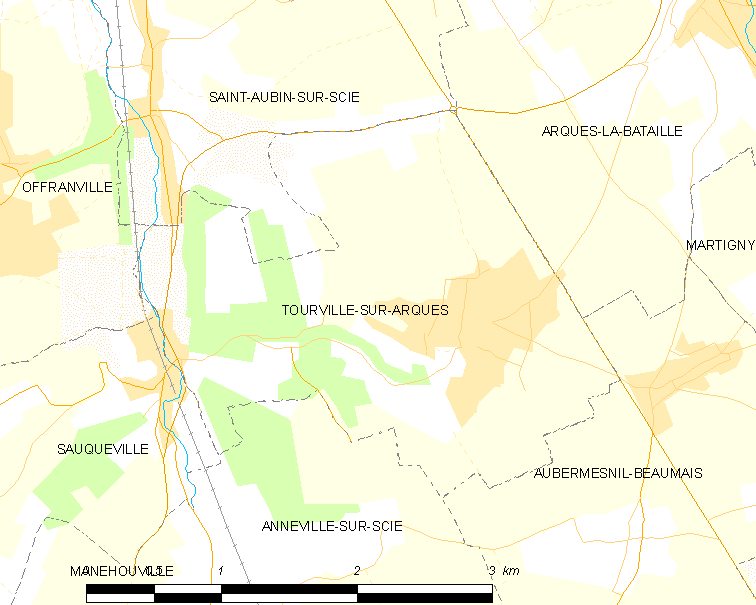
阿尔克河畔图维尔的OSM定位图

## 行政
阿尔克河畔图维尔的邮政编码为76550，INSEE市镇编码为76707。

## 政治
阿尔克河畔图维尔所属的省级选区为迪耶普第一县。

## 人口

1962-2008年间阿尔克河畔图维尔人口变化图示

阿尔克河畔图维尔于2022年1月1日时的人口数量为1190人。